# Kalbreyeriella
Kalbreyeriella är ett släkte av akantusväxter. Kalbreyeriella ingår i familjen akantusväxter.
Kladogram enligt Catalogue of Life:
| Kalbreyeriella | \| \| Kalbreyeriella cabrerae \| \| \| \| \| \| Kalbreyeriella gigas \| \| \| \| \| \| Kalbreyeriella rioquebradasiana \| \| \| \| \| \| Kalbreyeriella rostellata \| \| \| \| |
|                | \| \| Kalbreyeriella cabrerae \| \| \| \| \| \| Kalbreyeriella gigas \| \| \| \| \| \| Kalbreyeriella rioquebradasiana \| \| \| \| \| \| Kalbreyeriella rostellata \| \| \| \| |
|                | Kalbreyeriella cabrerae |
|                | |
|                | Kalbreyeriella gigas |
|                | |
|                | Kalbreyeriella rioquebradasiana |
|                | |
|                | Kalbreyeriella rostellata |
|                | |